# Ranunculus gigas
Ranunculus gigas är en ranunkelväxtart som beskrevs av Alicia Lourteig. Ranunculus gigas ingår i släktet ranunkler, och familjen ranunkelväxter. Inga underarter finns listade i Catalogue of Life.